# 144333 Marcinkiewicz
144333 Marcinkiewicz è un asteroide della fascia principale. Scoperto nel 2004, presenta un'orbita caratterizzata da un semiasse maggiore pari a 2,6863340 UA e da un'eccentricità di 0,1531082, inclinata di 13,04153° rispetto all'eclittica.